# 羅薩里奧鎮
羅薩里奧鎮是委內瑞拉的城鎮，由蘇利亞州負責管轄，位於該國西北部馬拉開波湖西岸，距離首府馬拉開波約60英里，面積3,543平方公里，主要經濟活動是畜牧業。
10°19′N 72°19′W / 10.317°N 72.317°W